# Étienne Balsan
Étienne de Balsan (Parigi, 11 febbraio 1878 – 1953) è stato un giocatore di polo e allevatore di cavalli francese, noto come uno dei protagonisti del bel mondo parigino e come primo finanziatore della grande stilista francese Coco Chanel, di cui fu anche l'amante.

## Biografia
Il padre era un imprenditore tessile di Châteauroux, nel dipartimento dell'Indre, specializzato nella produzione di panni per divise militari, allora del caratteristico colore blu orizzonte. Étienne divenne ufficiale di cavalleria, ma poi lasciò l'esercito per diventare allevatore di cavalli e giocatore di polo. Acquistò un castello, con annesso maneggio a Royallieu nel bosco di Compiègne.
In breve ricoprì insieme al fratello Jacques un ruolo centrale nella buona società francese, anche se era di famiglia borghese e non aristocratica e, pur essendo abbiente, non poteva certo competere per ricchezza con i rappresentanti del bel mondo. Notò una ragazza ventunenne, Coco Chanel, e ella si legò sentimentalmente. La loro storia durò sei anni, e i due rimasero in buoni rapporti anche nel periodo successivo.
Étienne aiutò Chanel, destinata poi a diventare una nota imprenditrice nel ramo della moda, ad iniziare la sua attività di modista offrendole i locali dove operare, ma soprattutto la presentò al giro dei propri amici molto influenti. Pian pianino i cappelli e i vestiti sfoggiati a Longchamp cominciarono a venire comprati da tutte le dame, e l'attività della Chanel non interessava più solo il mondo frivolo degli habitué degli ippodromi e delle ragazze del demi-monde, ma diventava la prima importante industria del settore moda di Francia, conquistando una rinomanza mondiale.

## Cinema
Il personaggio Balsan è stato interpretato da attore Benoît Poelvoorde nel film Coco avant Chanel (2009) e da Rutger Hauer nella versione del 1981 Chanel Solitaire. In televisione è stato interpretato da Sagamore Stévenin.